# Crocuta crocuta
La iena macchiata (Crocuta crocuta Erxleben, 1777), nota anche come iena maculata e iena ridens, è una iena nativa dell'Africa subsahariana. È classificata dall'IUCN come specie a rischio minimo (Least Concern, LC), grazie al suo vasto areale e a una popolazione stimata tra 27 000 e 47 000 esemplari. Tuttavia, la specie è in declino nelle aree non protette a causa del bracconaggio e della perdita di habitat.
La iena macchiata è la specie di iena vivente di maggiori dimensioni e si distingue per i suoi tratti vagamente orsini, le orecchie arrotondate, una criniera poco fitta e il caratteristico pelo maculato. La sua dentatura è particolarmente adattata a un doppio scopo, utile sia per triturare ossa sia per consumare carne, e le femmine presentano un particolare pseudo-pene, una caratteristica unica tra i mammiferi. È l'unica specie sopravvissuta del genere Crocuta, che durante il Pleistocene includeva altre forme, come le iene delle caverne eurasiatiche. Tuttavia, lo status tassonomico di queste popolazioni è tuttora oggetto di dibattito: alcune ricerche le considerano sottospecie di iena macchiata, altre specie distinte.
La iena macchiata è il carnivoro più sociale al mondo, con gruppi numerosi e una complessa organizzazione sociale. Il suo sistema sociale mostra notevoli somiglianze con quello dei primati cercopitecidi (come babbuini e macachi), sia per il numero di membri dei gruppi sia per la struttura gerarchica e la frequenza degli incontri tra individui imparentati e non. Tuttavia, il sistema sociale della iena macchiata è più competitivo che cooperativo. L'accesso a risorse come il cibo e le opportunità riproduttive dipendono dall'abilità di dominare gli altri membri del gruppo. La società è matriarcale, con femmine più grandi e dominanti rispetto ai maschi. Inoltre, le femmine si occupano esclusivamente dei propri cuccioli, mentre i maschi non mostrano alcun interesse paterno.
La iena macchiata è il carnivoro di grossa taglia più comune in Africa, grazie alla sua capacità di adattarsi a diverse strategie alimentari. Sebbene sia nota per la sua abilità nel nutrirsi di carogne, è anche una cacciatrice esperta, capace di digerire pelle e ossa, e in grado di trarre il massimo nutrimento da una carcassa. La sua flessibilità comportamentale le consente di cacciare sia in solitaria sia in gruppo. Durante la caccia, le iene si infiltrano nelle mandrie per selezionare una preda, che inseguono a velocità fino a 60 km/h per lunghe distanze.
La iena macchiata ha una reputazione negativa sia nella cultura occidentale sia nel folklore africano. In Occidente, è spesso vista come una creatura brutta e codarda, un'immagine influenzata dagli scritti di Aristotele e Plinio il Vecchio. Nel folklore africano, invece, è rappresentata come avara, golosa e stupida, ma anche pericolosa e possente. Giudizi più espliciti e negativi risalgono al Fisiologo, dove la iena veniva descritta come un'ermafrodita tombarola. Il ramo dell'IUCN dedicato alla conservazione delle iene considera questi pregiudizi dannosi per la sopravvivenza della specie.

## Etimologia
In passato si riteneva che il nome Crocuta derivasse dal termine latino crocutus, che significa "color zafferano", in riferimento alla pelliccia dell'animale. Tuttavia, si è dimostrato che questa interpretazione era errata, poiché la grafia corretta è Crocāta e non venne mai utilizzata in quel contesto nelle fonti greco-romane. Il termine sembra invece originare dal greco antico Κροκόττας (Krokottas), che a sua volta deriva dal sanscrito kroshṭuka, il nome dello sciacallo dorato. Questa etimologia suggerisce un legame culturale e linguistico tra le descrizioni della fauna africana e asiatica nelle antiche civiltà.

## Descrizione

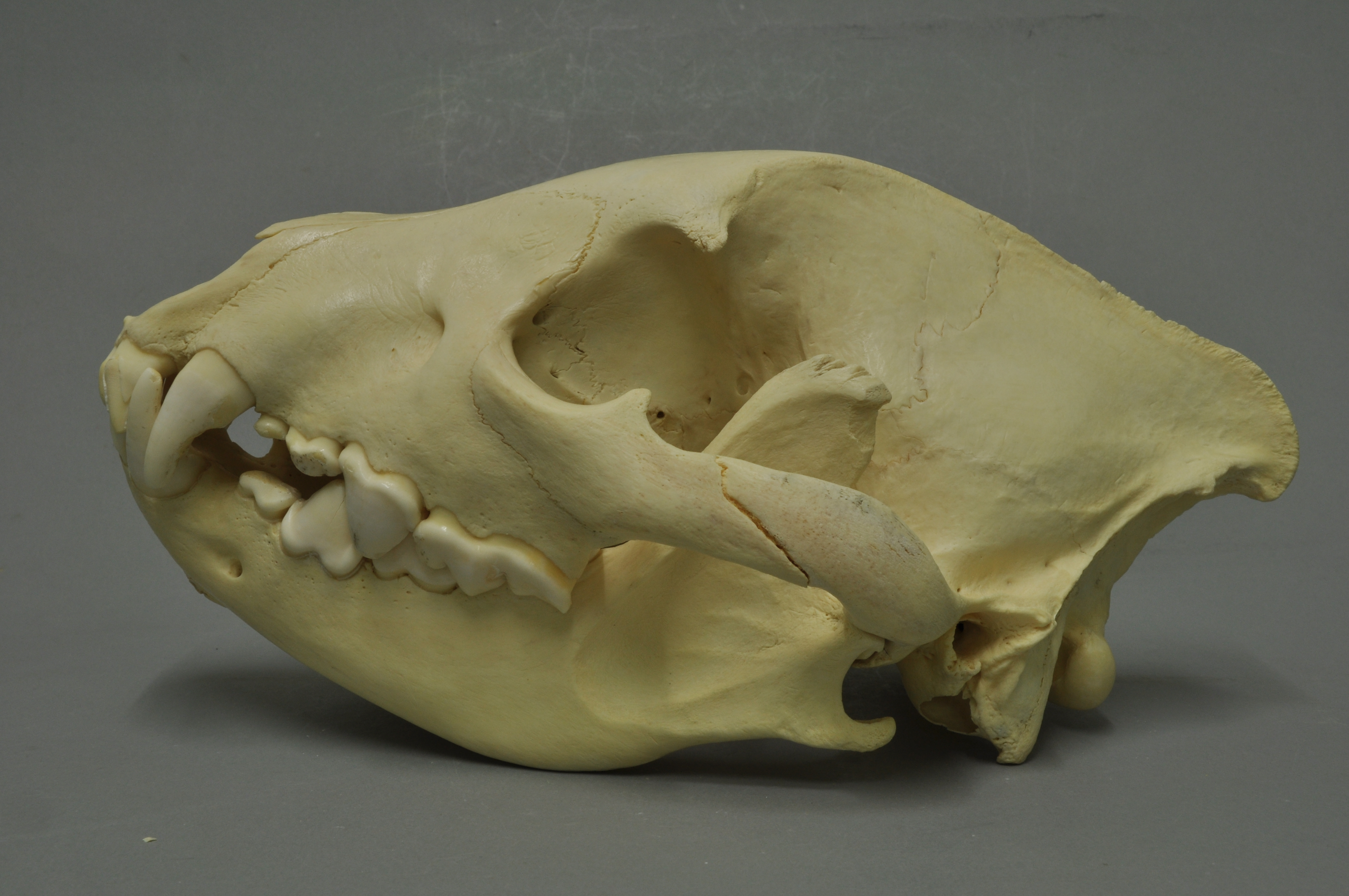
Cranio

La iena macchiata è un animale grande e robusto, con una pelliccia che varia dal color sabbia al rossiccio o grigio-brunastro, caratterizzata da macchie nerastre o marroni scure sul dorso, sui fianchi, sul posteriore e sugli arti. Queste macchie tendono a scolorirsi con l'età. Gli arti anteriori, più lunghi di quelli posteriori, conferiscono al corpo una postura inclinata verso la base della coda. Il collo è lungo e muscoloso, adattato a supportare i potenti movimenti delle mandibole. La testa è grande, rotonda e possente, con un muso breve e orecchie arrotondate, una caratteristica che la distingue dalle altre iene. La pelliccia è corta, ispida e lanosa, composta da un sottopelo di 1,5-2 cm e peli di guardia di 3-4 cm. Una criniera corre lungo il collo, ma, a differenza di altre specie, non si estende lungo la schiena. La coda è corta, costituita da 24 cm di appendice ossea e 12 cm di pelo nero folto. Gli esemplari adulti misurano circa 130 cm di lunghezza e 75 cm di altezza alla spalla. Il peso varia geograficamente: nel Serengeti i maschi pesano in media 45 kg e le femmine 55 kg, mentre in Africa meridionale si segnalano esemplari che superano i 70 kg.

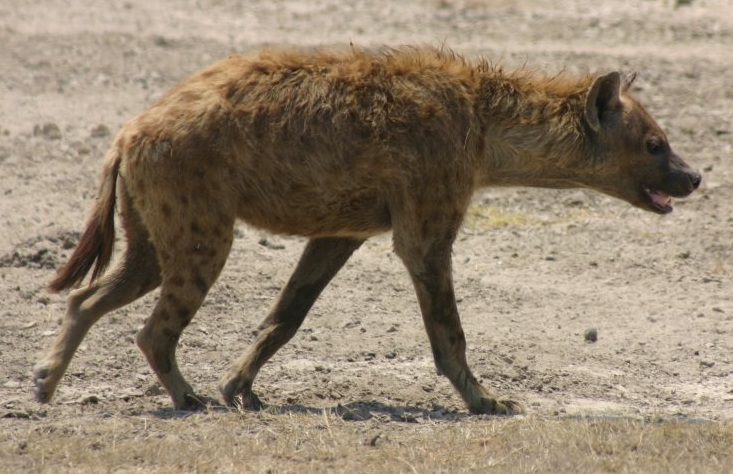
Iena macchiata che cammina di profilo

Il cranio della iena macchiata è più grande di quello della iena striata e presenta una cresta sagittale più sottile. È uno dei crani più robusti dell'intero ordine Carnivora. La dentizione è estremamente versatile, con adattamenti specifici per una dieta ossifraga: terzi premolari superiori e inferiori adatti a stritolare ossa, un quarto premolare inferiore conico che funge da punto di blocco, e carnassiali taglienti situati dietro i premolari, il cui posizionamento permette di frantumare ossa con i premolari senza compromettere i carnassiali. Questa dentizione, combinata con una pressione di morso estremamente elevata (4500 N, 450 kgf), rende la iena macchiata perfettamente adattata a triturare ossa dure.
Le ghiandole odorifere, situate su entrambi i lati dell'ano, secernono fluidi in una sacca posta tra la coda e l'ano. Durante il marcamento del territorio, la sacca viene rovesciata, e i fluidi vengono depositati su cespugli o erba in una postura accovacciata. L'odore, molto intenso e paragonabile al sapone bollito, può essere percepito dall'uomo a distanza di parecchi metri se il vento è favorevole.

### Genitali femminili
I genitali della femmina di iena macchiata sono sorprendentemente simili a quelli del maschio. Il clitoride ha la forma di un pene ed è in grado di diventare eretto. Inoltre, la femmina non presenta un'apertura vaginale tradizionale, poiché le labbra sono fuse insieme a formare uno pseudo-scroto. Lo pseudo-pene è attraversato da un canale urogenitale centrale, che svolge le funzioni di minzione, accoppiamento e parto. Rispetto al pene maschile, lo pseudo-pene femminile è più corto e presenta ghiandole dalla forma più rotonda. Entrambi i sessi dispongono di spine peniene alla base delle ghiandole genitali. La formazione dello pseudo-pene sembra essere indipendente dall'influenza degli androgeni, poiché questa struttura si sviluppa nel feto femminile prima della differenziazione delle ghiandole ovariche e surrenali. Quando non è eretto, lo pseudo-pene rimane retratto nell'addome, lasciando visibile solo il prepuzio. Dopo il primo parto, lo pseudo-pene subisce modifiche permanenti, risultando allungato e allargato.

## Evoluzione

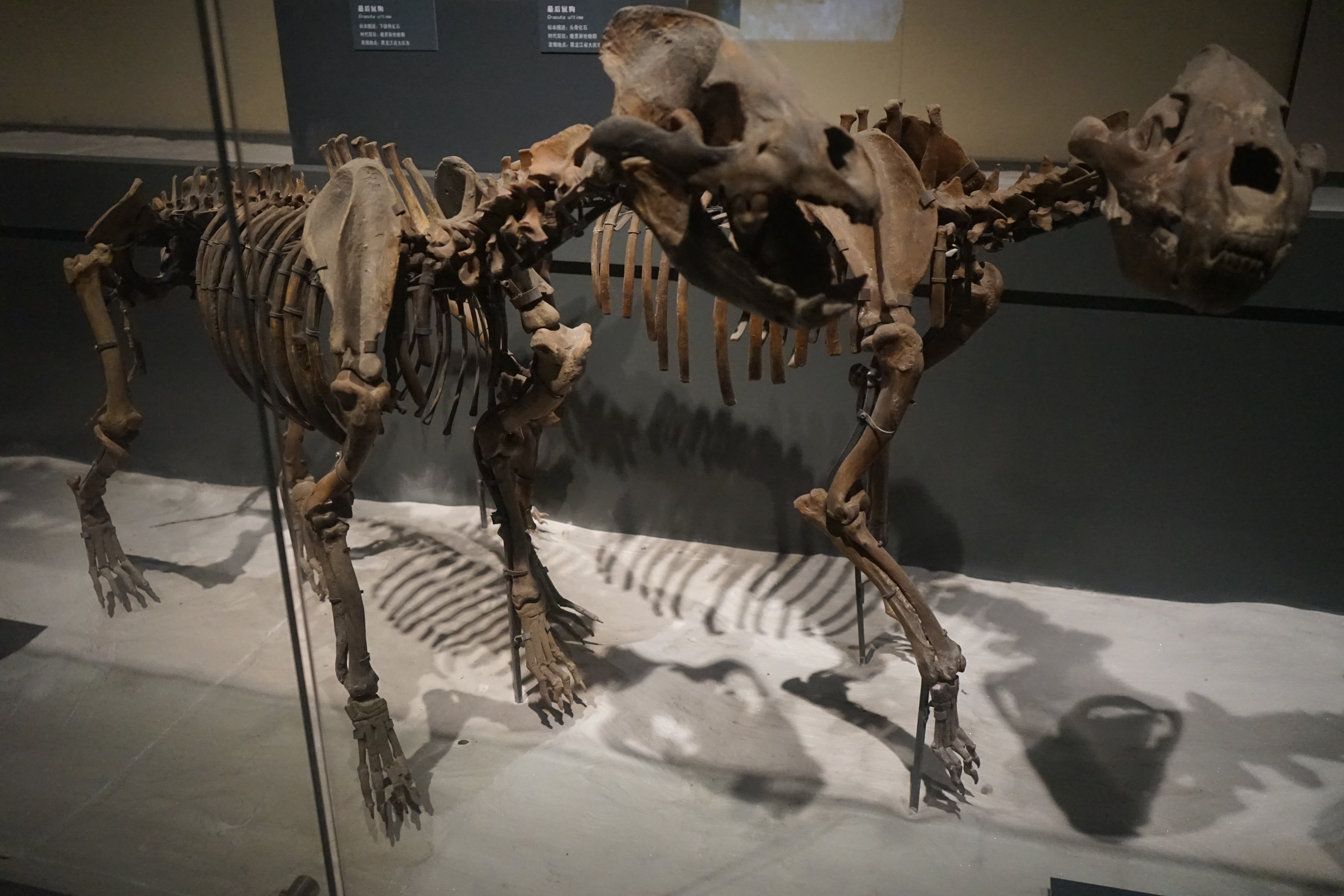
Scheletri montati di C. c. ultima, museo di Daqing

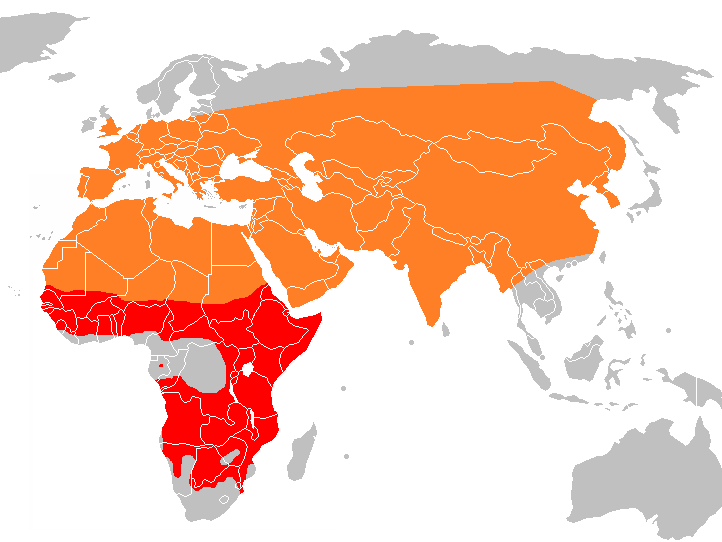
Areale moderno (rosso) e pleistocenico (arancione) del genere Crocuta

Le analisi genetiche indicano che gli antenati del genere Crocuta si diversificarono da Hyaena circa 10 milioni di anni fa, durante il Miocene. Secondo il paleontologo Björn Kurtén, l'antenato dell'odierna iena macchiata potrebbe essere stato Crocuta sivalensis, i cui resti sono stati rinvenuti nei depositi del Shivalik, risalenti al Plio-Pleistocene. Tuttavia, questo taxon è stato successivamente sinonimizzato con Pliocrocuta perrieri.
I reperti fossili suggeriscono un'origine africana per Crocuta crocuta, con una successiva espansione in Eurasia durante il Pleistocene superiore, seguita da una contrazione nel continente d'origine. Analisi di DNA mitocondriale da esemplari fossili cinesi e datazioni al carbonio-14 su fossili europei indicano che la colonizzazione eurasiatica avvenne circa 430000-163000 anni fa.
Un'analisi filogenetica basata sul citocromo b delle iene macchiate, sia viventi che fossili, identifica quattro aplogruppi principali: A1/2, B, C e D. Questi gruppi derivano da una popolazione ancestrale asiatica legata alla steppa eurasiatica, frammentatasi durante il Pleistocene medio a causa di cambiamenti climatici. A2 si diffuse in Africa settentrionale, mentre C colonizzò l'Africa meridionale. Il clade più antico, D, rappresentato da C. c. ultima dell'Asia orientale, si diversificò circa 225000 anni fa. I cladi B e C si separarono da A 186000 anni fa, e da essi si formarono i gruppi distinti circa 128000. Il clade A si ulteriormente suddivise in A1 e A2 circa 64000 anni fa. Mentre gli aplogruppi A1 e B rimasero confinati all'Eurasia occidentale, A2 e C tornarono in Africa. Le popolazioni eurasiatiche si estinsero durante il Pleistocene superiore, lasciando le uniche popolazioni odierne in Africa.
|  | C (C. c. crocuta, Africa meridionale)  |
|  |                                        |
|  | B† (C. c. spelaea, Europa occidentale) |
|  |                                        |

|  | A1† (C. c. spelaea, Eurasia occidentale)  |
|  |                                           |
|  | A2 (C. c. crocuta, Africa settentrionale) |
|  |                                           |

|  | C (C. c. crocuta, Africa meridionale)  |
|  |                                        |
|  | B† (C. c. spelaea, Europa occidentale) |
|  |                                        |

|  | A1† (C. c. spelaea, Eurasia occidentale)  |
|  |                                           |
|  | A2 (C. c. crocuta, Africa settentrionale) |
|  |                                           |

|  | C (C. c. crocuta, Africa meridionale)  |
|  |                                        |
|  | B† (C. c. spelaea, Europa occidentale) |
|  |                                        |

|  | A1† (C. c. spelaea, Eurasia occidentale)  |
|  |                                           |
|  | A2 (C. c. crocuta, Africa settentrionale) |
|  |                                           |

|  | C (C. c. crocuta, Africa meridionale)  |
|  |                                        |
|  | B† (C. c. spelaea, Europa occidentale) |
|  |                                        |

|  | A1† (C. c. spelaea, Eurasia occidentale)  |
|  |                                           |
|  | A2 (C. c. crocuta, Africa settentrionale) |
|  |                                           |

Considerando questa variabilità genetica, è stato proposto di riconoscere sottospecie precedentemente scartate: C. c. crocuta per le popolazioni dell'Africa occidentale; C. c. capensis per quelle dell'Africa meridional; e C. c. habessynica per quelle dell'Africa orientale. Tuttavia, queste popolazioni non mostrano differenze morfologiche significative.
Gli antenati delle iene macchiate svilupparono comportamenti sociali complessi come strategia per difendere le carcasse dai predatori. Inoltre, l'evoluzione di carnassiali taglienti posizionati dietro premolari stritolanti permise loro di passare a una dieta basata sulla caccia attiva, diversamente dalle iene striate e brune, che si nutrono prevalentemente di carogne. Questi adattamenti coincisero con l'espansione territoriale della specie, necessaria per seguire le prede migratorie. Analisi digitali di calchi endocranici mostrano che le popolazioni eurasiatiche di iena macchiata non possedevano lo stesso livello di sviluppo del lobo frontale riscontrato nelle iena macchiate moderne. Questo suggerisce che i comportamenti sociali complessi siano una caratteristica esclusiva delle popolazioni africane odierne.
Il dimorfismo sessuale inverso delle iene macchiate, in cui le femmine superano i maschi per dimensioni e dominanza, ha dato origine a varie teorie. Una teoria sostiene che la dominanza femminile sia un adattamento per competere più efficacemente con i maschi sulle carcasse, garantendo loro maggiori risorse per produrre latte per i cuccioli. Un'altra ipotesi suggerisce che questa caratteristica sia legata alla lunga gravidanza della specie, necessaria per lo sviluppo dei crani e delle mandibole ingrandite nei cuccioli, che richiedono comportamenti più assertivi da parte delle femmine.

## Comportamento
(Jane Goodall)

### Comportamento sociale e territoriale

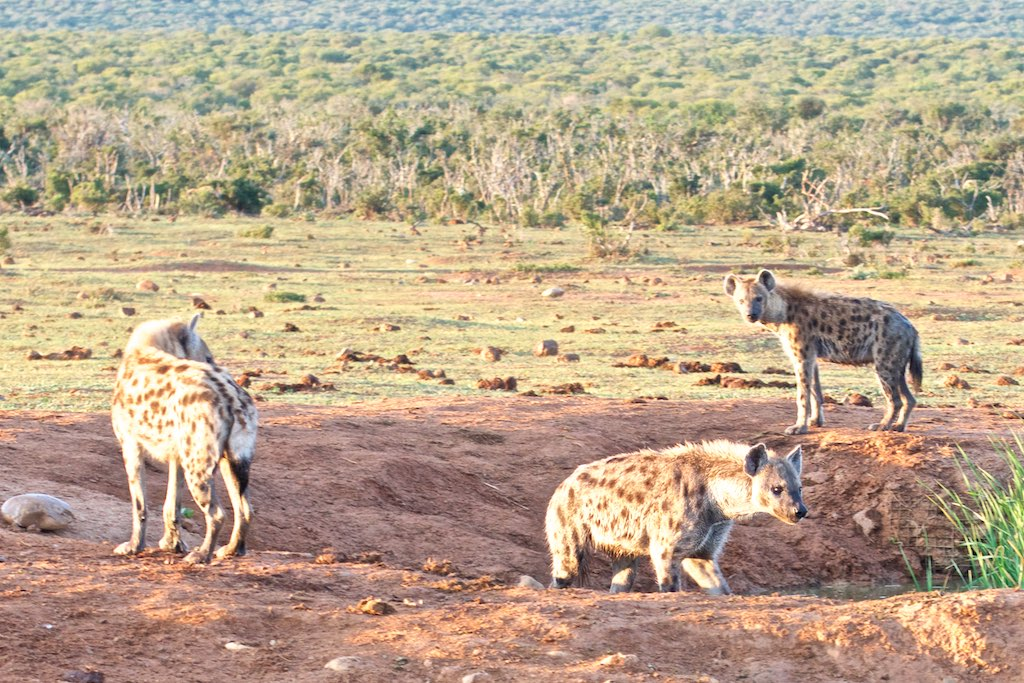
Tre iene macchiate attorno alla tana

La iena macchiata è il mammifero carnivoro più socievole, organizzandosi in gruppi chiamati "clan", che rappresentano alcune delle unità sociali più grandi e complesse del regno animale. I clan sono territoriali e caratterizzati da una rigida gerarchia di dominanza, in cui le femmine occupano le posizioni più alte. Anche le femmine di rango più basso dominano i maschi di rango più alto. Le femmine, di norma, rimangono nel loro clan di nascita, dando origine a gruppi che possono contenere numerose linee materne. I maschi, invece, tendono a lasciare il clan intorno ai due anni di età. La struttura sociale dei clan si basa sul principio della "fissione-fusione", in cui i membri non stanno sempre insieme, ma si separano per vagare o cacciare da soli o in piccoli gruppi. Tuttavia, uniscono le forze per difendere il territorio, il cibo e la tana comune.
La società della iena macchiata è stata spesso paragonata a quella dei primati cercopitecidi (come babbuini e macachi), per il numero di membri, la struttura sociale complessa e l'equilibrio tra competizione e cooperazione. Come i cercopitecidi, le iene macchiate utilizzano molteplici modalità sensoriali per comunicare, riconoscono gli individui e le relazioni familiari o gerarchiche, valutano l'affidabilità dei conspecifici e applicano questa conoscenza nei processi decisionali sociali. I ranghi di dominanza non dipendono esclusivamente dalla forza fisica o dall'aggressività, ma sono influenzati dalle reti di alleanze sociali.
La grandezza del territorio varia notevolmente, da meno di 40 km² nel cratere del Ngorongoro a oltre 1000 km² nel Kalahari. Il territorio viene difeso attraverso vocalizzi, marcature odorose e pattugliamenti lungo i confini.

### Riproduzione e sviluppo

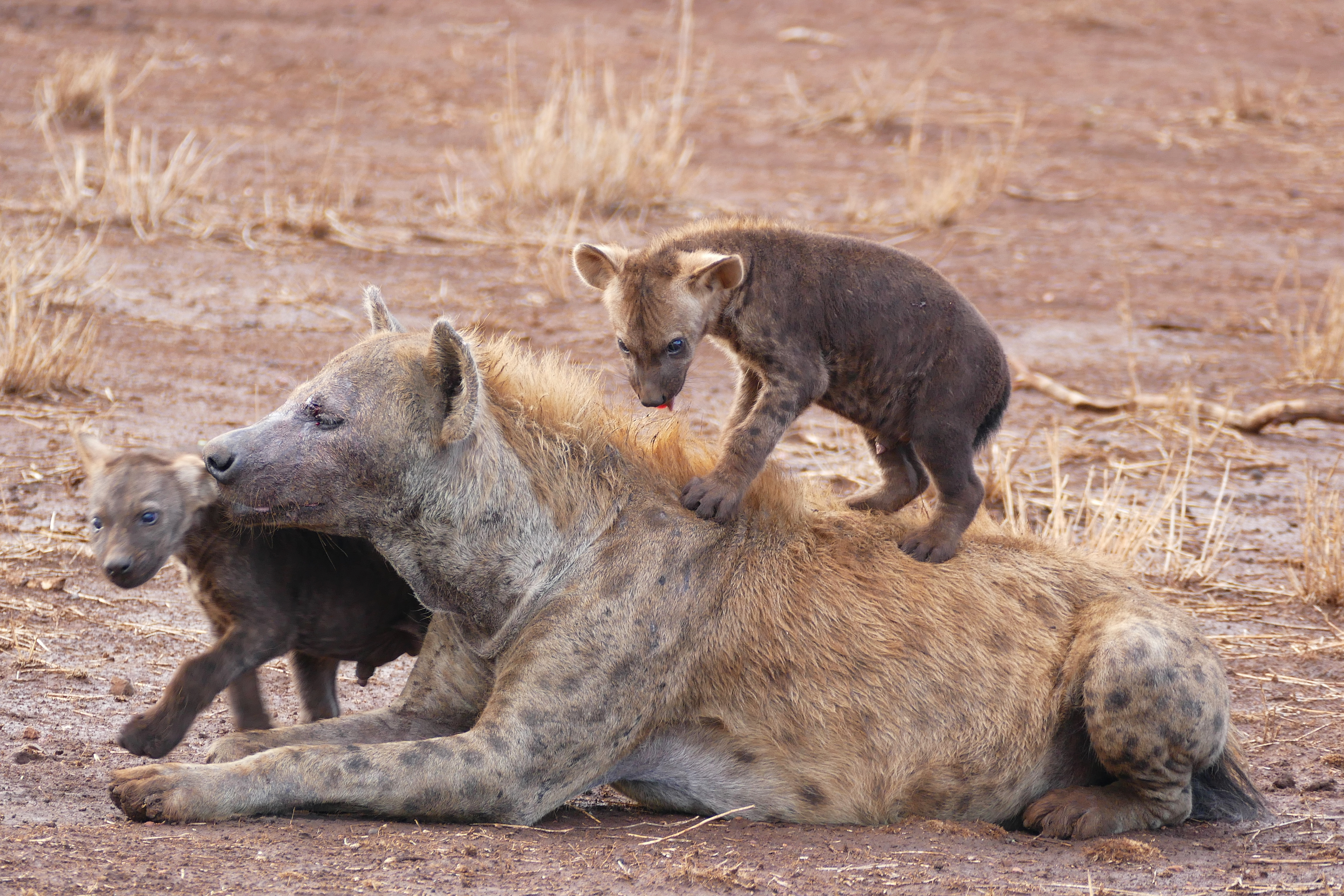
Femmina con cuccioli

La iena macchiata non ha una stagione degli amori fissa, anche se si osserva un aumento delle nascite durante la stagione delle piogge. Le femmine sono poliestre, con un periodo di estro che dura circa due settimane. Come molti feliformi, la iena macchiata è promiscua: maschi e femmine si accoppiano con più partner nel corso della loro vita. L'accoppiamento, che avviene prevalentemente di notte, è breve ma complicato. Il pene del maschio deve penetrare nell'apparato riproduttivo femminile attraverso lo pseudo-pene, anziché direttamente attraverso la vagina, che è chiusa dallo pseudo-scroto.
La gravidanza dura in media 110 giorni. Il parto, che avviene attraverso lo pseudo-pene, provoca la sua lacerazione per consentire l'uscita dei cuccioli. Le cucciolate sono generalmente composte da due piccoli, anche se non sono rari parti singoli o trigemini. I cuccioli nascono con occhi aperti e denti già formati, e iniziano subito a combattere per stabilire la gerarchia. Il cucciolo dominante ottiene un vantaggio competitivo scegliendo le mammelle più abbondanti, e spesso la morte del fratello o della sorella subordinati favorisce una crescita senza concorrenza. A differenza di altre specie sociali, la riproduzione non è esclusiva della femmina dominante: tutte le femmine del clan possono avere cuccioli, che vengono allevati in una tana comune. Queste tane possono ospitare fino a 30 piccoli di età variabile. Sebbene la tana sia condivisa, le femmine tendono a nutrire esclusivamente i propri cuccioli, respingendo quelli delle altre femmine. L'allattamento è prolungato e può durare fino a 14-18 mesi. I cuccioli di iena macchiata mostrano comportamenti adulti molto precocemente. Già a un mese di vita cominciano ad annusare e marcare la tana. Dopo 2-3 mesi, iniziano a perdere il mantello nero tipico dei neonati, sviluppando il caratteristico pelo maculato. A otto mesi iniziano a sperimentare comportamenti di caccia, e intorno all'anno di età si uniscono al clan durante le battute di caccia per abbattere prede.

### Comportamenti venatori

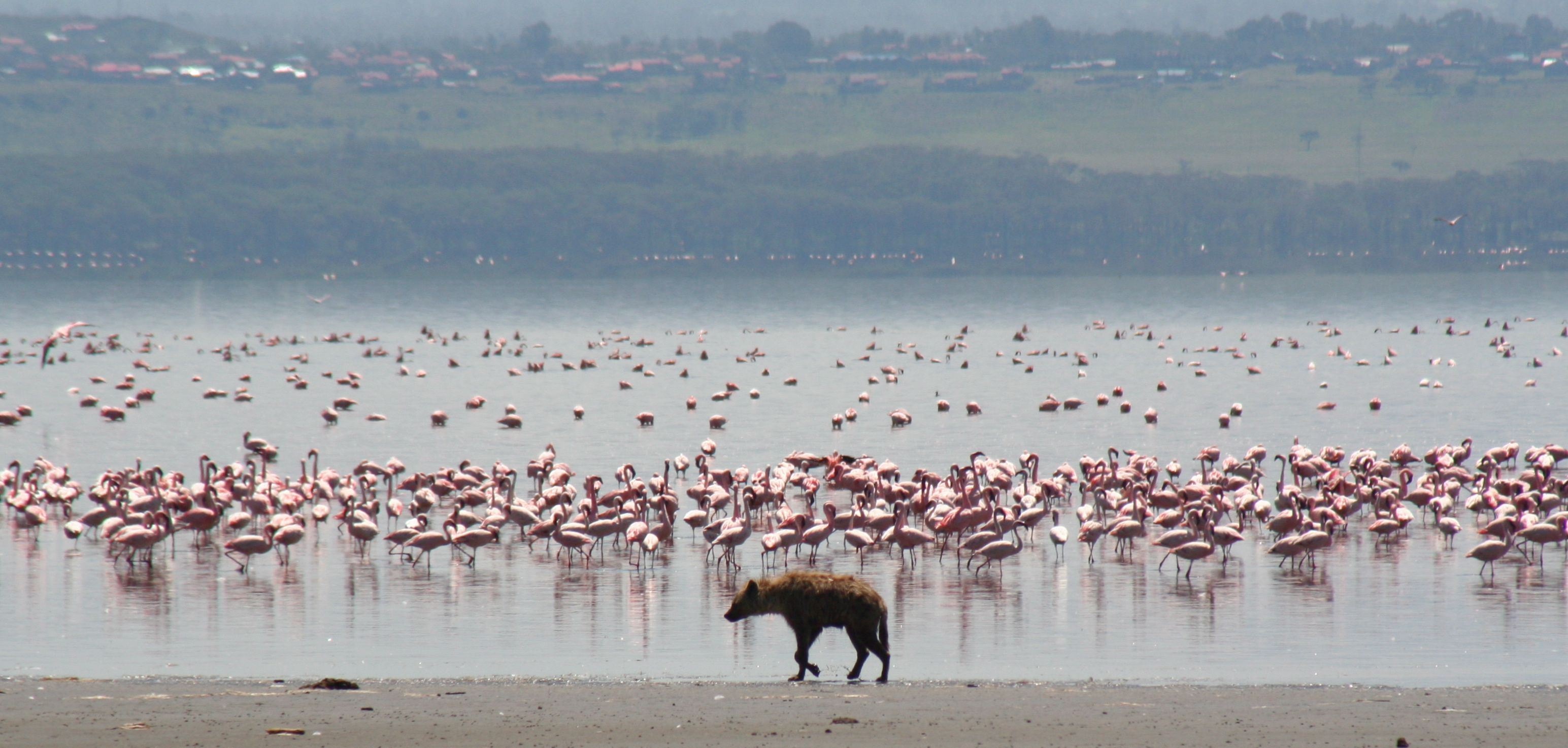
Iena macchiata presso una colonia di fenicotteri minori

Sebbene sia spesso considerata un animale spazzino, numerosi studi dimostrano che la iena macchiata è un predatore attivo, responsabile della maggior parte delle prede che consuma. Questo malinteso è probabilmente dovuto alla natura prevalentemente notturna delle iene, che rende difficile osservarle durante la caccia.
La iena macchiata caccia sia in solitaria sia in gruppo, utilizzando la vista e l'olfatto per localizzare le prede. La tecnica di caccia cooperativa più comune prevede che una iena carichi il gruppo di prede, costringendole alla fuga e consentendo alle compagne di individuare gli individui più vulnerabili. Sebbene molte delle loro prede siano più veloci, queste spesso non raggiungono la loro massima velocità, inconsapevoli della straordinaria resistenza delle iene nella corsa. Dopo un inseguimento che può durare tra 1,5 e 5 chilometri, le prede finiscono per sfinirsi, permettendo alle iene di raggiungerle. La caccia si conclude con l'abbattimento della preda, che viene afferrata agli arti posteriori, ai fianchi o alla coda, per poi essere sventrata.
A differenza di altri predatori sociali come i licaoni, che condividono le carcasse in modo relativamente pacifico, le iene macchiate competono ferocemente per consumare il più possibile della preda. Una singola iena può ingerire fino a un terzo del proprio peso corporeo in un solo pasto, e un branco di 20 individui è in grado di consumare completamente una zebra adulta in appena 15 minuti.

## Ecologia

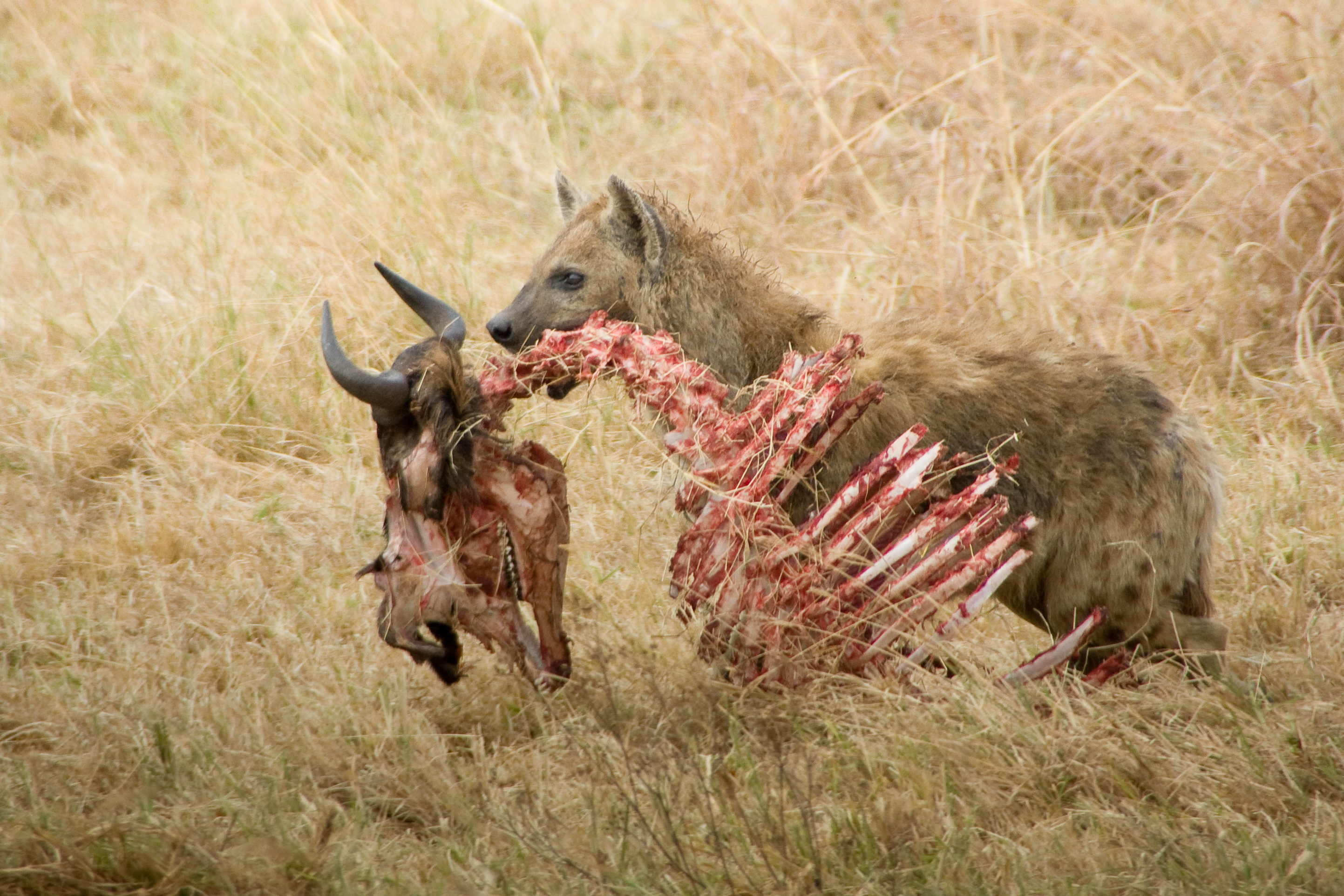
Iena macchiata che trasporta lo scheletro d'uno gnu

### Habitat
La iena macchiata abita una vasta gamma di ambienti, tra cui semi-deserti, savane, boscaglie aperte e foreste montane fino a 4000 metri di altitudine. Tuttavia, è rara nelle foreste pluviali e nelle zone costiere. Nel deserto del Namib, le iene macchiate si concentrano lungo i fiumi stagionali, nelle aree subdesertiche del pro-Namib e sugli altopiani interni. In ambienti ideali, la loro popolazione supera quella di altri grandi carnivori, incluse le altre specie di iene. Tuttavia, la iena bruna e quella striata si adattano meglio alle condizioni estreme dei deserti rispetto alla specie macchiata.

### Dieta
La iena macchiata è il membro più carnivoro della sua famiglia, nutrendosi raramente di frutti o vegetali. La sua dieta si basa principalmente su ungulati, tra cui antilopi di ogni taglia, bufali neri, zebre, facoceri e giovani esemplari di giraffa, ippopotamo e rinoceronte. Tuttavia, non è un predatore selettivo e consuma qualsiasi animale disponibile, inclusi mammiferi, uccelli, pesci e rettili. Non disdegna le carogne né i rifiuti umani. A differenza di molti altri carnivori, che consumano circa il 60% di una carcassa, la iena macchiata è una consumatrice estremamente efficiente. È in grado di stritolare e digerire le ossa più grandi, scartando soltanto corna, zoccoli e il contenuto dello stomaco. Le componenti inorganiche ingerite vengono espulse con le feci, che appaiono sotto forma di una polvere bianca mescolata a peli.

### Nemici e concorrenti

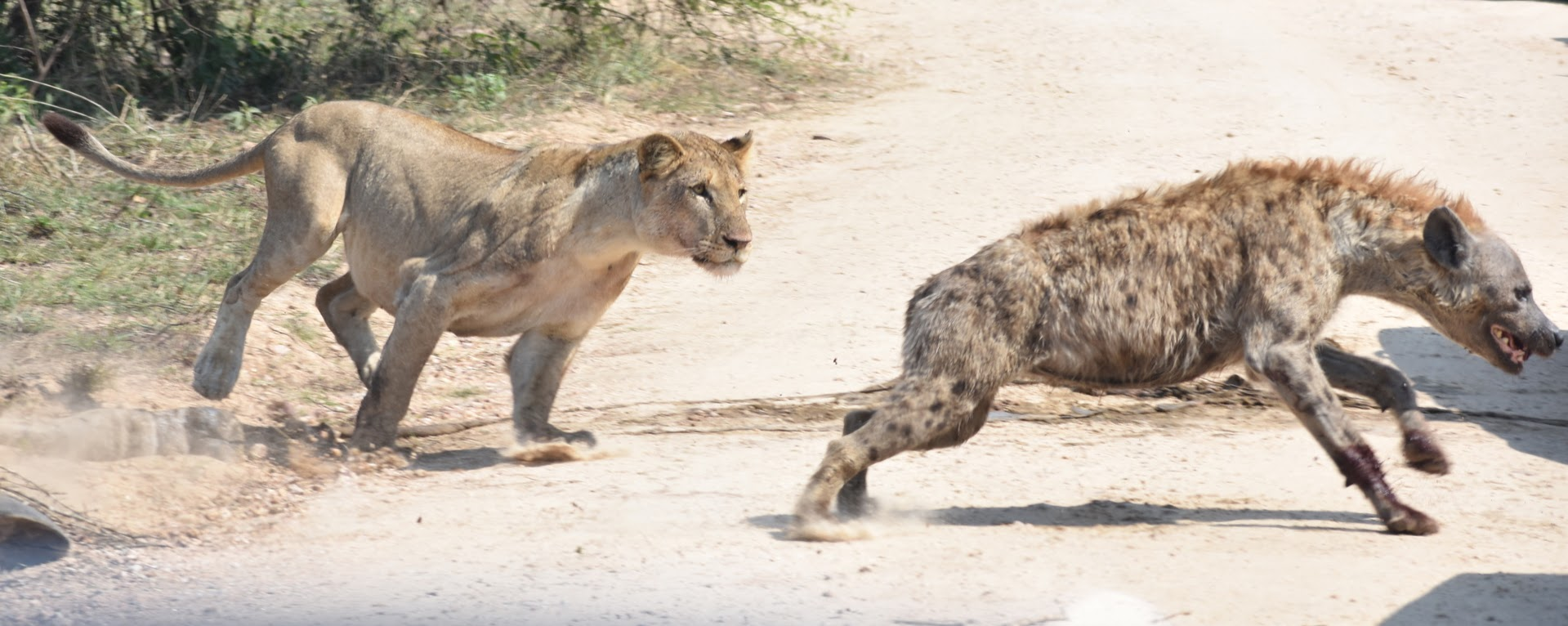
Iena macchiata inseguita da una leonessa

#### Leoni
Le iene macchiate e i leoni condividono gran parte delle stesse prede, con una sovrapposizione alimentare stimata tra il 58% e il 68%. Questa competizione diretta rende frequenti gli scontri tra le due specie. I leoni, in genere, ignorano le iene a meno che queste non stiano mangiando o non le provochino. Tuttavia, in alcune aree, come il cratere del Ngorongoro, i leoni possono seguire attivamente le iene per sottrarre loro le prede. In alcuni casi, le iene possono mostrare un'audacia straordinaria, mangiando accanto ai leoni o cercando perfino di scacciarli da una carcassa. Le iene hanno solitamente la meglio nei conflitti per il cibo quando superano i leoni in un rapporto numerico di 4:1 e in assenza di maschi adulti. Tuttavia, i leoni possono reagire con violenza anche quando non c'è in gioco una carcassa, e la predazione da parte dei leoni rappresenta una delle principali cause di mortalità per le iene macchiate. Nel parco nazionale d'Etosha, ad esempio, dove i clan di iene sono più piccoli e i leoni numericamente prevalenti, la predazione da parte dei leoni è responsabile fino al 71% delle morti tra le iene. Per contrastare questa pressione, le iene macchiate hanno sviluppato comportamenti aggressivi nei confronti dei leoni, arrivando a molestarli se questi invadono i loro territori.

#### Altri

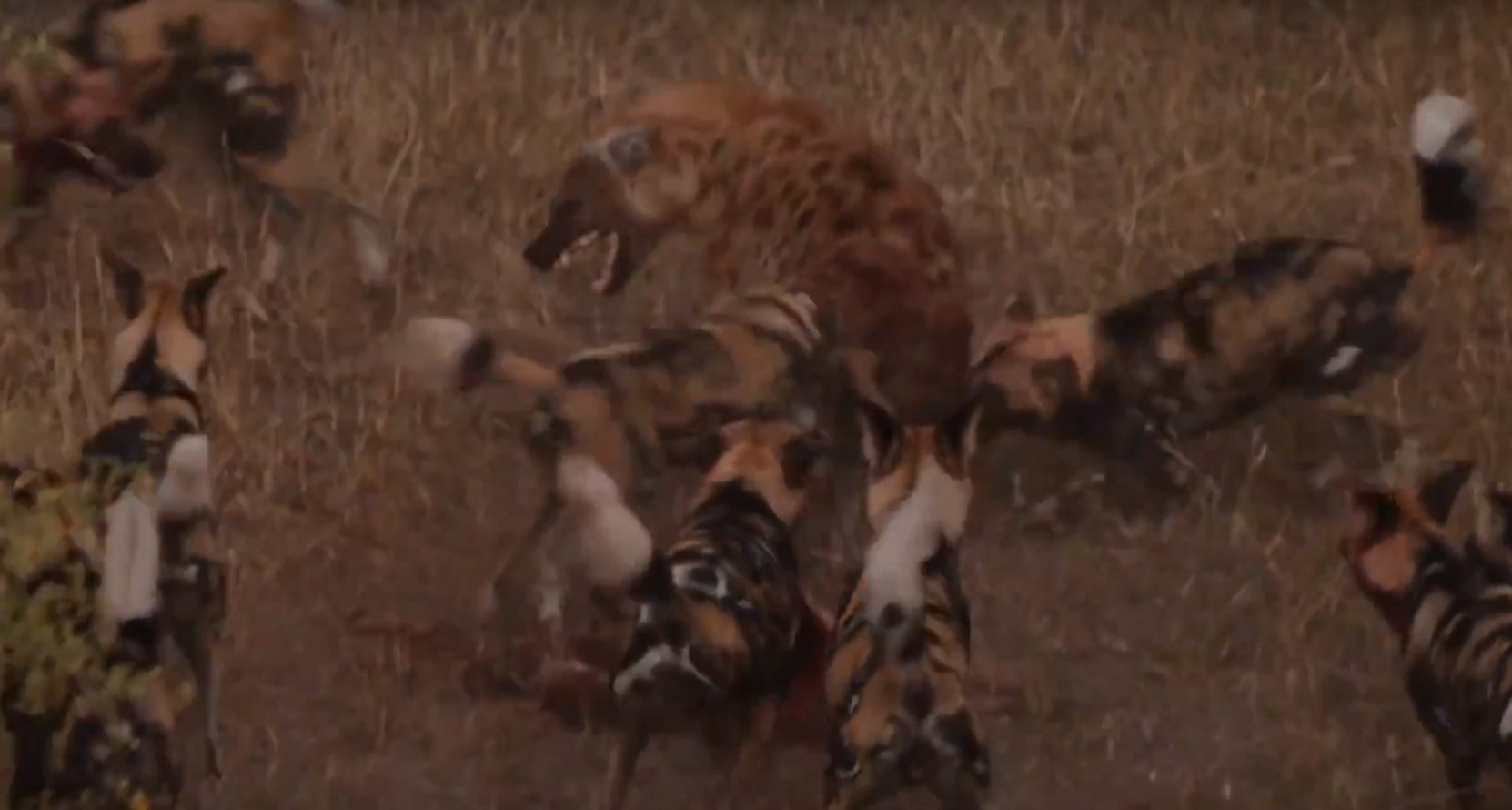
Attaccata da un branco di licaoni.

Le iene macchiate spesso inseguono i licaoni per sottrarre loro le prede. Tuttavia, i licaoni reagiscono con aggressività e, grazie alla loro eccellente capacità di agire in gruppo, possono avere la meglio sulle iene. Anche se ghepardi e leopardi preferiscono cacciare prede più piccole rispetto a quelle predilette dalle iene macchiate, queste non esitano a rubare le loro prede quando se ne presenta l'opportunità. I ghepardi raramente oppongono resistenza, mentre i leopardi possono rispondere con aggressività. I canidi di dimensioni minori, come gli sciacalli dalla gualdrappa, gli sciacalli striati e i lupi africani, talvolta si nutrono delle carcasse accanto alle iene macchiate, ma vengono rapidamente allontanati se si avvicinano troppo. Inoltre, le iene sono state osservate mentre seguivano i lupi e gli sciacalli durante la stagione del parto delle gazzelle. Questo comportamento sfrutta l'abilità superiore di questi canidi nel rintracciare i cuccioli appena nati di gazzella.

## Comunicazione

### Olfattiva e tattile

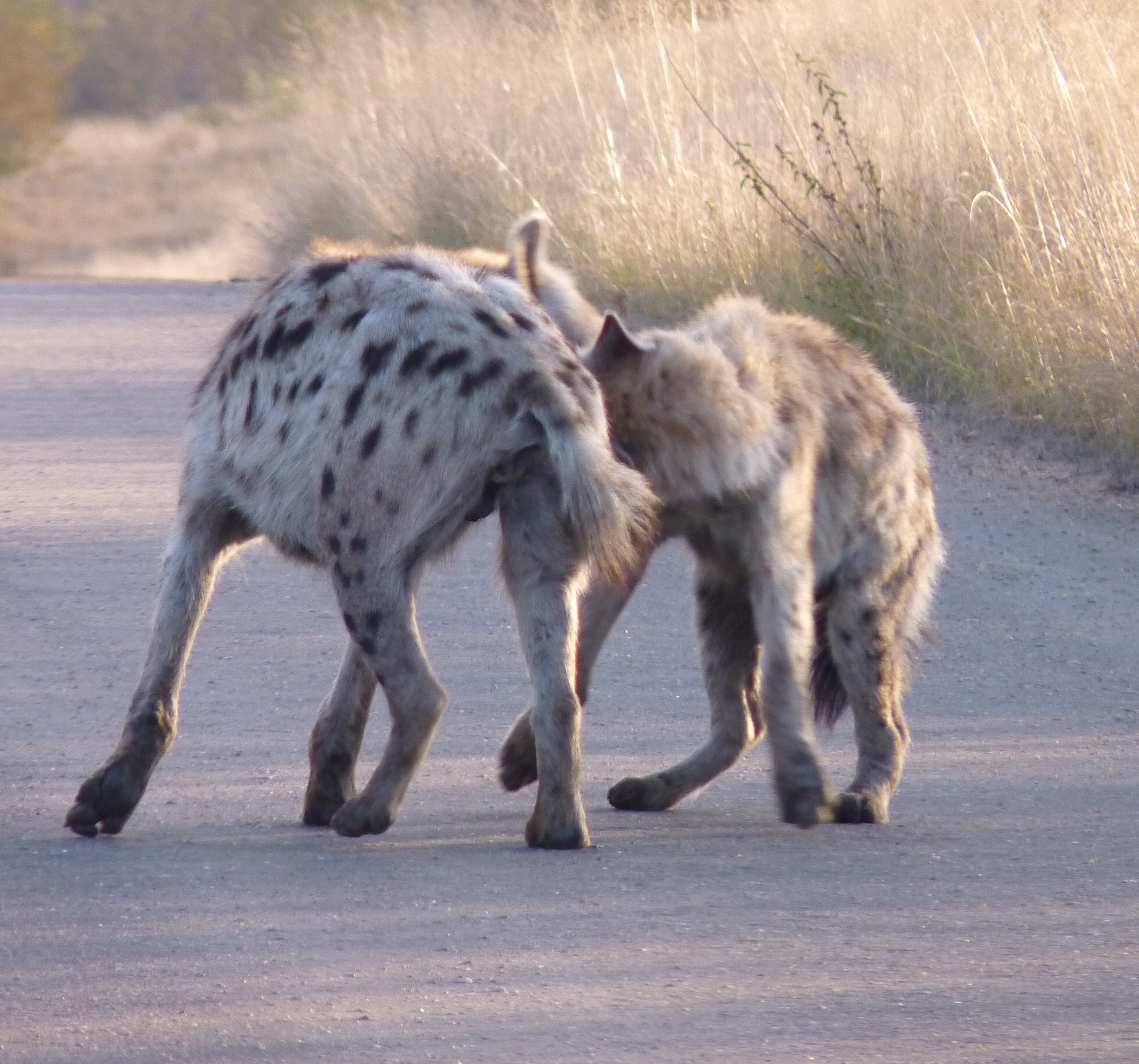
Cerimonia di saluto

- Cerimonia di saluto. Questo rituale viene solitamente iniziato da una iena subordinata nei confronti di una compagna di rango superiore. La cerimonia inizia con segnali di sottomissione, come l'annusarsi il muso, l'agitazione della coda e l'abbassamento del posteriore. Dopo questi preliminari, le iene si annusano reciprocamente i genitali, consolidando così il legame sociale.[10]
- Marcatura territoriale. Le iene macchiate utilizzano le loro ghiandole odorifere per depositare fluidi sugli steli d'erba. Questo comportamento è accompagnato da vocalizzi e posture aggressive, sottolineando la funzione territoriale della marcatura. Nel cratere del Ngorongoro, la marcatura avviene lungo le frontiere territoriali, mentre nel Kalahari meridionale, dove i territori sono troppo vasti per un pattugliamento costante, può verificarsi in qualsiasi punto all'interno del territorio.[10]
- Zampettare. Le iene macchiate spesso graffiano il terreno dopo la defecazione o la marcatura territoriale. Questo comportamento si osserva in presenza di leoni, di iene ostili o quando una femmina intende allontanare un maschio indesiderato.[10]
- Defecazione sociale.. La defecazione avviene in latrine situate lungo le frontiere territoriali, fungendo da ulteriore segnale di delimitazione del territorio. Durante il riposo, le iene possono urinare in modo da impregnare i fianchi, che vengono poi annusati dagli altri membri del clan durante gli incontri sociali.[10]
- Toilettatura. La toilettatura è più comune tra madri e cuccioli, che si leccano o si rosicchiano reciprocamente il pelo. Gli adulti, invece, raramente si impegnano in questo tipo di interazione tra di loro.[10]

### Vocale
La iena macchiata è uno degli animali africani più rumorosi, con un repertorio vocale che comprende almeno 11 versi distinti. Similmente al leone, utilizza richiami a lunga distanza per stabilire e mantenere i confini territoriali, mentre altri segnali vocali servono per la comunicazione ravvicinata all'interno del clan.
- Grido (whoop): il richiamo a lunga distanza più caratteristico, ripetuto fino a 15 volte e udibile fino a 5 chilometri. Solitamente viene emesso mentre l'animale cammina con la testa abbassata e la bocca aperta.[10]
- Grido veloce (fast whoop): simile al grido, ma accelerato e più acuto. È tipicamente emesso durante scontri con leoni o altre iene.[10]
- Muggito (low): un suono baritonale, emesso durante l'attesa di una carcassa, spesso associato a impazienza o intenzioni aggressive.[10]
- Risata (giggle): un suono acuto che esprime ansia o paura.[10]
- Urlo (yell): il suono più forte del repertorio. Inizia come uno strillo e si trasforma in un ruggito; viene emesso da iene che si difendono.[10]
- Ringhio (growl): un rombo vibrante e baritonale, emesso in posizione accovacciata, che segnala l'intenzione di mordere.[10]
- Ringhio sferragliante (rattling-growl): un grugnito che esprime allarme o minaccia. Una variante più forte è usata durante incontri con leoni o altre iene.[10]
- Grugnito (grunt): un ringhio baritonale a bocca chiusa, emesso come segnale di minaccia.[10]
- Gemito 1 (groan): simile al grugnito, ma più acuto; è spesso emesso durante interazioni amichevoli.[10]
- Gemito 2 (whine): un gemito acuto tipico dei cuccioli durante lo svezzamento.[10]
- Squillo (soft squeal): un suono acuto e pacato che segnala sottomissione.[10]

## Areale
La iena macchiata era storicamente comune in tutta l'Africa subsahariana, ma il suo areale attuale è frammentato in diverse aree, soprattutto nell'Africa occidentale, dove le popolazioni sopravvivono principalmente all'interno di aree protette e nelle zone circostanti. Una distribuzione continua si estende attraverso parti significative di Etiopia, Kenya, Tanzania, Botswana, Namibia e le zone lowveld del Transvaal in Sudafrica.
La tabella è basata, se non altrimenti indicato, sul piano d'azione per la conservazione delle iene pubblicato nel 1998 dal ramo dell'IUCN dedicato alla preservazione delle iene:
| Stato                    | Popolazione                                                      | Situazione                                                                                         | Minacce e protezione |
| ------------------------ | ---------------------------------------------------------------- | -------------------------------------------------------------------------------------------------- | --- |
| Angola                   | Sconosciuto                                                      | Carente di dati                                                                                    | Sebbene fosse presente, nel 1998 il numero di individui era sconosciuto a causa delle conseguenze della guerra civile. |
| Benin                    | 50–100                                                           | Specie a rischio                                                                                   | Sebbene generalmente tollerata, la iena macchiata è in declino a causa della caccia e della riduzione delle sue prede naturali. |
| Botswana                 | 1000–2000                                                        | Potenzialmente minacciata                                                                          | La popolazione di iene macchiate del Botswana è stabile e legalmente protetta dalle leggi Fauna Conservation Acts del 1982 e del 1987, che la classificano come animale da caccia. Per abbattere un esemplare è sufficiente una singola patente di caccia, e la specie è stata in gran parte allontanata dalle zone abitate. |
| Burkina Faso             | 100-1000                                                         | Carente di dati                                                                                    | Le iene macchiate in Burkina Faso sono in declino a causa del bracconaggio e della scarsità di prede. Sebbene siano ancora intrappolate o avvelenate in risposta agli attacchi al bestiame, la specie è generalmente tollerata.                                                                                              |
| Burundi                  | Sconosciuto                                                      | Specie a rischio                                                                                   | Nel 1998, la specie era considerata sull'orlo dell'estinzione. |
| Camerun                  | 100-1000                                                         | Specie a rischio                                                                                   | Sebbene protetta all'interno dei parchi nazionali, la specie soffre per la desertificazione del suo habitat e l'espansione delle attività umane. Inoltre, viene occasionalmente cacciata sia da turisti sia da pastori. |
| Repubblica Centrafricana | 100-1000                                                         | Carente di dati                                                                                    | Nel 1998, la popolazione centrafricana era considerata stabile e generalmente, sebbene non fosse chiaro il livello di protezione legale garantito alla specie. |
| Ciad                     | Sconosciuto                                                      | Carente di dati                                                                                    | |
| Congo-Brazzaville        | Sconosciuto                                                      | Carente di dati                                                                                    | |
| Congo-Kinshasa           | Sconosciuto                                                      | Carente di dati                                                                                    | |
| Gibuti                   | Sconosciuto                                                      | Carente di dati                                                                                    | |
| Guinea Equatoriale       | Sconosciuto                                                      | Carente di dati                                                                                    | |
| Eritrea                  | Sconosciuto                                                      | Carente di dati                                                                                    | |
| Etiopia                  | 1000–2000                                                        | Potenzialmente minacciata                                                                          | In Etiopia, la popolazione di iene macchiate è stabile e viene tollerata come spazzina nelle aree urbane e rurali, in particolare nella città di Harar, dove gli abitanti le nutrono regolarmente. Al di fuori dei parchi nazionali, possono essere cacciate senza necessità di patente, pagando una tassa di cinque birr.   |
| Gabon                    | Sconosciuto                                                      | Nessuna segnalazione                                                                               | |
| Ghana                    | Sconosciuto                                                      | Carente di dati                                                                                    | |
| Guinea-Bissau            | Sconosciuto                                                      | Potenzialmente minacciata                                                                          | Nel 1998, la specie era ritenuta probabilmente in declino a causa del bracconaggio, anche se rimaneva comune in alcune aree protette. |
| Kenya                    | 2000–4000                                                        | Potenzialmente minacciata                                                                          | Lo stato della specie varia a seconda della regione: nelle aree protette è considerata potenzialmente minacciata, mentre al di fuori di esse è classificata come minacciata. Nel 1998, la popolazione era in declino a causa di avvelenamenti, caccia e trappolaggi.                                                         |
| Liberia                  | 0                                                                | Nessuna segnalazione                                                                               | |
| Malawi                   | 100-1000                                                         | Carente di dati                                                                                    | Nel 1998, le popolazioni di iene macchiate in Malawi erano considerate abbondanti, ma risultavano assenti nell'altopiano centrale a causa della distruzione ambientale e della scarsità di prede. La specie era protetta nei parchi nazionali, ma non era tollerata al di fuori di essi.                                     |
| Mali                     | 10–50                                                            | Specie a rischio                                                                                   | |
| Mauritania               | 100–500                                                          | Specie a rischio                                                                                   | Nel 1998, la specie era ancora presente nella regione dell'Adrar. |
| Mozambico                | Sconosciuto                                                      | Carente di dati                                                                                    | Sebbene legalmente protetta, la specie viene comunque cacciata per scopi farmaceutici. |
| Namibia                  | 2000–3000                                                        | Potenzialmente minacciata                                                                          | La specie era considerata potenzialmente minacciata nelle aree protette, mentre risultava minacciata al di fuori di esse. Nelle zone agricole veniva occasionalmente cacciata. |
| Niger                    | 20–50                                                            | Specie a rischio                                                                                   | Nel 1998, la specie era in declino a causa di carestie, desertificazione, bracconaggio e avvelenamento. |
| Nigeria                  | 100                                                              | Specie a rischio                                                                                   | Nel 1998, la specie era considerata sull'orlo dell'estinzione a causa della mancanza di protezione legale, del declino delle prede e della persecuzione legata agli attacchi al bestiame. |
| Ruanda                   | Sconosciuto                                                      | Specie a rischio                                                                                   | Sebbene fosse presente, è improbabile che la specie sia sopravvissuta in numeri significativi dopo la distruzione ambientale causata dalla guerra civile. |
| Senegal                  | 100-1000                                                         | Carente di dati                                                                                    | Nel 1998, la specie era considerata una spazzina utile e godeva di protezione legale nei parchi nazionali, ma non era tollerata al di fuori di essi. |
| Sierra Leone             | Sconosciuto                                                      | Specie a rischio                                                                                   | Sebbene non fosse considerata nociva, nel 1998 lo stato della popolazione in Sierra Leone era sconosciuto. |
| Somalia                  | Sconosciuto                                                      | Carente di dati                                                                                    | |
| Sudafrica                | Capo: 80–100 Transvaal: 50–100 Kruger: 1300–3900 Natal: 250-1000 | Capo: Specie a rischio Transvaal: Specie a rischio Kruger: Carente di dati Natal: Specie a rischio | Nel Capo, la iena macchiata era ancora più rara della iena bruna a causa della persecuzione subita in passato. La specie non godeva di protezione legale nel Transvaal, mentre era protetta nel Natal, dove si registrava un aumento della popolazione in tutte le riserve naturali e di caccia.                             |
| Sudan                    | Sconosciuto                                                      | Carente di dati                                                                                    | |
| Tanzania                 | Serengeti: 7200–7700 Altrove: 3.000–4.500                        | Potenzialmente minacciata Specie a rischio                                                         | |
| Uganda                   | 100-1000                                                         | Carente di dati                                                                                    | Sebbene protetta e generalmente tollerata, la popolazione di iene macchiate in Uganda era osservata raramente al di fuori delle aree protette. |
| Zambia                   | 1000–2000                                                        | Carente di dati                                                                                    | Nel 1998, la specie era in declino al di fuori dalla valle del Luangwa. |
| Zimbabwe                 | 5600                                                             | Potenzialmente minacciata                                                                          | Nel 1998, la iena macchiata non godeva di protezione legale ed era considerata una specie nociva. La popolazione era in declino in diverse aree. |

## Relazioni con l'uomo

### Conflitti
Come molti mammiferi carnivori, la iena macchiata è generalmente timida in presenza dell'uomo, ma può mostrare comportamenti più audaci durante la notte. In alcune circostanze, può cibarsi di esseri umani. Diverse tribù africane hanno l'usanza tradizionale di lasciare i defunti nella savana affinché vengano consumati dalle iene. Tuttavia, sono stati documentati casi di attacchi a persone vive. Uno degli episodi meglio documentati si verificò a Mulanje, in Malawi, negli anni Cinquanta, dove 27 persone, in gran parte bambini che dormivano all'aperto, furono uccise in un periodo di cinque anni. Gli attacchi, che avvengono principalmente di sera o di notte, si concentrano spesso sul viso delle vittime.
Le iene macchiate rappresentano anche una minaccia per il bestiame, in particolare bovini, pecore e capre, che risultano le specie più frequentemente attaccate. Tuttavia, molte segnalazioni di predazione non sono verificate, e spesso le iene che si nutrono di animali morti per cause naturali vengono ingiustamente accusate di averli uccisi. La frequenza degli attacchi dipende dalla disponibilità di prede selvatiche e di altre fonti di cibo, come i rifiuti umani. Gli attacchi tendono a essere rari in aree dove il bestiame è custodito in recinti di rovi o sorvegliato da cani da guardia. Ad esempio, uno studio condotto nel Kenya settentrionale ha mostrato che il 90% degli attacchi si verificava in zone prive di recinti adeguati.

### Nella cultura

#### In Africa

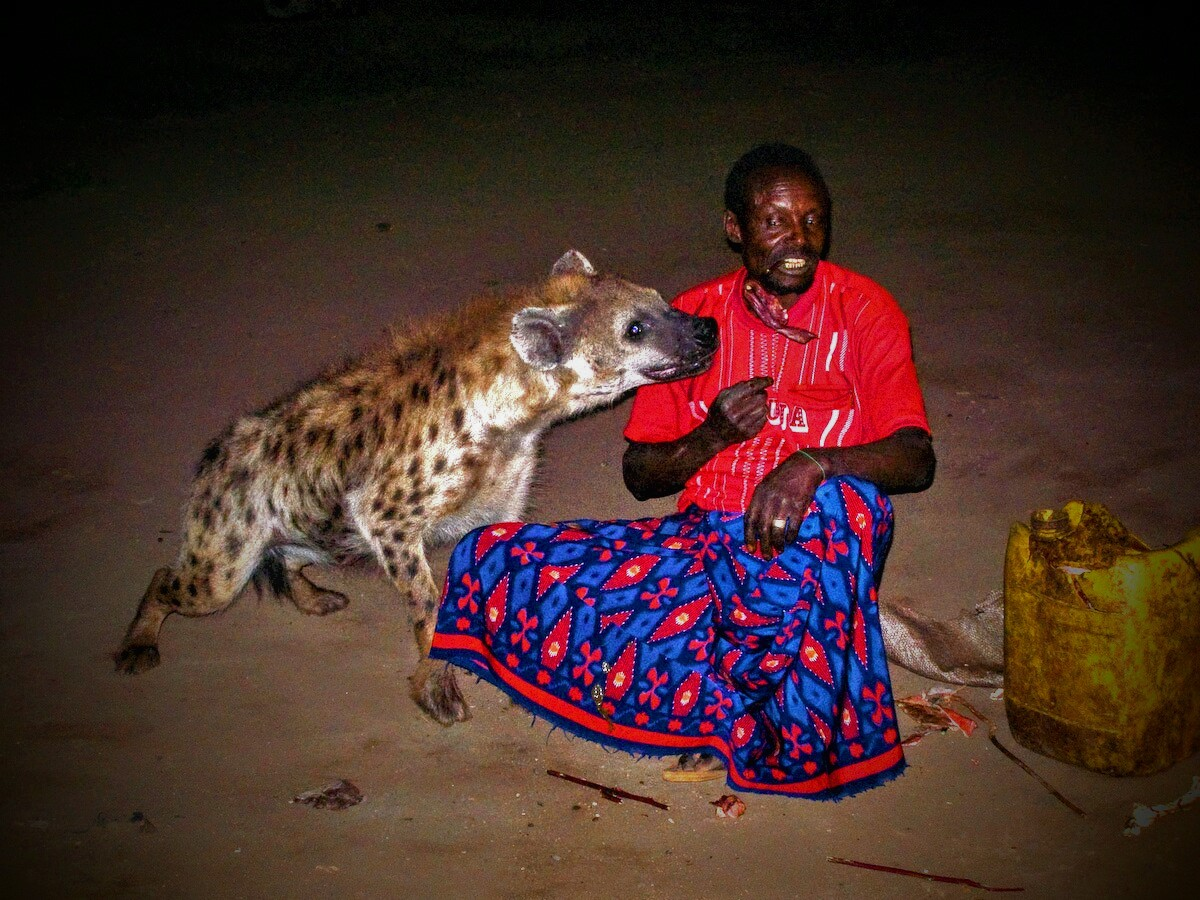
Iena macchiata nutrita in Harar, Etiopia

In Africa, la iena macchiata è spesso rappresentata come un animale anomalo e ambivalente, associato a tratti come astuzia, brutalità e pericolosità. È anche vista come una personificazione della forza fisica, dell'eccesso, della bruttezza, della stupidità e, in alcuni contesti, della sacralità. Le sue rappresentazioni folkloristiche e mitologiche variano notevolmente a seconda dei gruppi etnici di origine. In molti racconti tradizionali, soprattutto nell'Africa occidentale, è difficile distinguere se la iena descritta sia effettivamente la iena macchiata o altre specie, come la iena striata, poiché spesso condividono lo stesso nome. In queste storie, la iena è generalmente un simbolo di immoralità, inversione delle convenzioni e altri tratti negativi.
Nell'Africa orientale, la iena macchiata è legata all'origine della morte in racconti di gruppi come i Gogo e i Meru. I Gogo narrano che la iena abbia impedito all'umanità di ottenere l'immortalità, garantendosi così un continuo accesso ai cadaveri. I Merru, invece, raccontano che la iena abbia impedito alla talpa di rivelare agli uomini il segreto della vita eterna. Nella mitologia dei Madi e dei Nuer, la iena è associata alla separazione tra la terra e il cielo. Secondo i loro racconti, l'umanità comunicava con il creatore tramite una corda di cuoio che univa il mondo terreno al paradiso, ma la iena, spinta dalla fame, spezzò la corda a morsi.
La iena macchiata riveste anche un ruolo importante nei rituali di alcune culture. Nella cerimonia Gẹlẹdẹ degli Yoruba, una maschera di iena viene indossata all'alba per segnare la fine della cerimonia èfè, simboleggiando la conclusione di ogni cosa, poiché la iena si nutre degli avanzi degli altri carnivori. Nella setta di Korè tra i Bambara del Mali, la iena è una personificazione dell'ambivalenza sessuale. Durante i rituali di iniziazione, i neofiti indossano maschere di iena per simboleggiare la loro trasformazione in esseri morali completi, integrando i principi maschili con quelli femminili.

#### Nell'Occidente

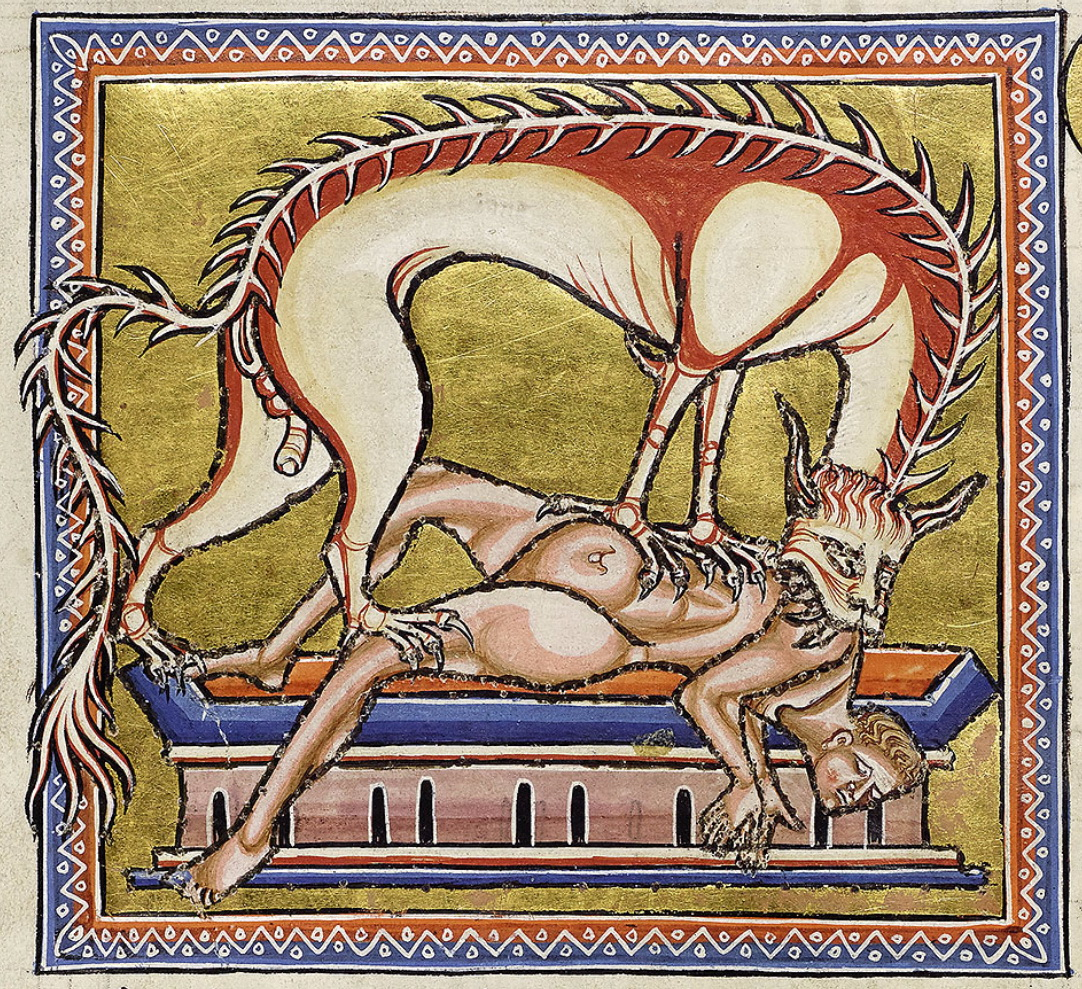
Iena necrofaga rappresentata nel Bestiario di Aberdeen

Le idee popolari sulla iena macchiata trovano origine nelle descrizioni di Aristotele in Historia animalium, dove l'animale viene rappresentato come codardo, necrofago e potenzialmente pericoloso. Aristotele attribuiva alla iena la capacità di imitare suoni umani, come conati, per attirare i cani. In De Generatione Animalium, l'autore criticò la credenza diffusa che la specie fosse ermafrodita, sebbene le sue descrizioni sembrino riferirsi più alla iena striata, priva dei genitali atipici che caratterizzano la iena macchiata. Le rappresentazioni di Aristotele furono successivamente ampliate da Plinio il Vecchio, che aggiunse il dettaglio della capacità di imitare le voci umane.
L'idea che la iena fosse ermafrodita fu ripresa nel Fisiologo, un'opera medievale che descriveva l'animale come dotato di "due nature, ora maschio ora femmina", considerandolo per questo impuro. Questa rappresentazione venne utilizzata in chiave allegorica per criticare, in maniera sprezzante, i figli di Israele che si abbandonarono all'idolatria e all'edonismo. I bestiari medievali, seguendo l'esempio del Fisiologo, enfatizzarono soprattutto le abitudini necrofaghe dell'animale. Le illustrazioni nei bestiari, basate sulle descrizioni di Aristotele e Plinio, raffiguravano iene che si cibavano di cadaveri, ma senza macchie o segni distintivi sulla pelliccia, suggerendo che gli artisti non avessero mai visto un esemplare dal vivo.
Tra il XV e il XVI secolo, i viaggiatori africani offrirono ulteriori descrizioni della iena macchiata. Leone l'Africano riprese alcune dicerie tradizionali, affermando che le iene avessero arti posteriori simili a quelli umani. Nel 1551, Conrad Gessner rifiutò l'idea dell'ermafroditismo, attribuendola a una confusione con un pesce androgino che portava lo stesso nome. Più tardi, Thomas Browne dichiarò che l'ermafroditismo delle iene contraddiceva la "legge del coito". Nel XVIII e XIX secolo, gli scienziati smontarono definitivamente queste credenze e riconobbero le differenze tra la iena macchiata e la iena striata. Tuttavia, continuarono a concentrarsi sugli aspetti necrofagi della specie, come la sua presunta codardia e l'abitudine di dissacrare tombe.
Nel XX secolo, gli stereotipi africani e occidentali sulla iena macchiata si fusero nella cultura popolare. Opere come Verdi colline d'Africa di Ernest Hemingway e il lungometraggio Disney Il re leone consolidarono l'immagine della iena come ghiotta, comicamente stupida, brutta e codarda. Dopo l'uscita del film, biologi specializzati in iene protestarono contro la rappresentazione dell'animale: un ricercatore citò in giudizio Disney per diffamazione, mentre un altro suggerì di boicottare il film per sensibilizzare l'opinione pubblica sulla conservazione delle iene.
Alcuni critici sottolinearono anche implicazioni razziste nella rappresentazione delle iene ne Il re leone, sostenendo che fossero modellate su stereotipi negativi di afroamericani e latinoamericani. Inoltre, una scena del film mostra le iene marciare a passo dell'oca, richiamando il documentario nazista Il trionfo della volontà. Per correggere queste rappresentazioni, nella serie spin-off The Lion Guard, la consulente scientifica introdusse un personaggio di iena eroica, con l'intento di mostrare che non tutte le iene sono "cattive" e di sottolineare il loro importante ruolo nell'ecosistema.